# Административна подела Етиопије
До 1995. године Етиопија је била подељена у провинције, те даље на округе. Тај старији систем провинција је установио Хајле Селасије. Ова подела је замењена националним (етничким) регионима са два посебна града.

## Етнички региони
Етиопија има девет етничких региона и два града:
1. Адис Абеба
2. Афар
3. Амхара
4. Бенишангул-Гумаз
5. Дире Дава
6. Гамбела
7. Харари
8. Оромија
9. Сомали
10. Регион јужних нација, националности и народа
11. Тиграј

## Демографија
Основни демографски подаци о регионима Етиопије приказани су у табели испод:
| #  | Застава | Грб | Име региона                            | Админ. центар | Становника (2007) | Површина км² | Насељеност (стан./km²) |
| -- | ------- | --- | -------------------------------------- | ------------- | ----------------- | ------------ | ---------------------- |
| 1  |         |     | Адис Абеба                             | -             | 2.739.551         | 527          | 5.198,49               |
| 2  |         |     | Афар                                   | Семера        | 1.411.092         | 72.052       | 19,58                  |
| 3  |         |     | Амхара                                 | Бахир Дар     | 17.214.056        | 154.709      | 111,28                 |
| 4  |         |     | Бенишангул-Гумуз                       | Асоса         | 670.847           | 50.699       | 13,23                  |
| 5  |         |     | Дире Дава                              | -             | 341.834           | 1.559        | 219,32                 |
| 6  |         |     | Гамбела                                | Гамбела       | 306.916           | 29.783       | 10,31                  |
| 7  |         |     | Харари                                 | Харар         | 183.344           | 334          | 549,03                 |
| 8  |         |     | Оромија                                | Адама         | 27.158.471        | 284.538      | 95,45                  |
| 9  |         |     | Сомали                                 | Џиџига        | 4.439.147         | 279.252      | 15,90                  |
| 10 |         |     | Јужне нације, националности и народи   | Ауаса         | 15.042.531        | 105.887      | 142,06                 |
| 11 |         |     | Тиграј                                 | Мекеле        | 4.316.988         | 41.410       | 104,19                 |
|    |         |     |                                        |               |                   |              |                        |
|    |         |     | Савезна Демократска Република Етиопија | Адис Абеба    | 85.237.338        | 1.127.735    | 65,26                  |

## Бивша подела на провинције
Ови административни региони замењују старији систем провинција који је установио Хајле Селасије. У тренутку модификације 1995. провинције су биле: Арси, Харагуе, Сидамо, Бале, Илубабор, Тигре, Бегем дер Кафа, Велега, Гаму-Гофа, Шоа, Воло, Гоџам.